# AC Prato
Associazione Calcio Prato – włoski klub piłkarski z siedzibą w Prato.

## Historia
Associazione Calcio Prato został założony 1908. Klub w 1913 zadebiutował w lokalnych rozgrywkach w Toskanii. W 1928 Prato awansowało na jeden sezon do Divisione Nazionale, które wówczas było wówczas najwyższą klasą rozgrywkową. W latach 30., 40. i 50. występował głównie w Serie B i Serie C. Po spadku z Serie B w 1964 klub krąży między Serie C1 a Serie C2, gdzie występuje obecnie.
AC Prato było jedynym klubem, jaki w swojej karierze trenerskiej prowadził późniejszy selekcjoner reprezentacji Włoch Enzo Bearzot.

## Sukcesy
- jeden sezon w Divisione Nazionale (1928-1929)
- 7 sezonów Serie B: (1929-30, 1940-41, 1946-48, 1960-62, 1963-64)

## Znani piłkarze w klubie
| - Massimo Oddo - Fulvio Nesti - Mario Genta - Massimo Maccarone - Nicola Legrottaglie - Christian Vieri - Massimo Briaschi - Ardico Magnini | - Gianluca Signorini - Paolo Sammarco - Luca Antonini - Rino Marchesi - Carlo Cudicini - Vincenzo Esposito - Massimiliano Vieri - Ghislain Akassou |

## Trenerzy
- Enzo Bearzot (1968-1969)